# Certe cose
Certe cose è il secondo singolo estratto da Figli del caos, album di debutto del duo hip hop italiano Two Fingerz pubblicato nel 2008.
Il singolo è stato pubblicato il 4 gennaio 2008. È stato prodotto da Big Fish e Roofio e pubblicato dalla casa discografica Sony BMG.
È l'unico pezzo del gruppo ad avere un video proprio, pubblicato anche sull'emittente musicale MTV.

## Il video
Il video si apre con i Two Fingerz che provano l'inizio della canzone all'interno dello studio di Big Fish. Poi, dopo essersi accertato con i compagni di sapere bene le liriche della canzone, Dan-T dà il via alla registrazione, lo staff toglie tutti gli strumenti e inizia il vero video. Esso si svolge in vari luoghi, cambiati grazie ad alcuni giochi di posizione della telecamera, incentrata prevalentemente su Dan-T.